# Káto Anavrytó
 (juin 2025).
Káto Anavrytó (grec moderne : Κάτω Αναβρυτό) est une localité située dans le dème de Mégalopolis, dans le district régional d'Arcadie, dans la périphérie du Péloponnèse, en Grèce.
Selon le recensement de 2021, elle compte 21 habitants.